# Gummidruck

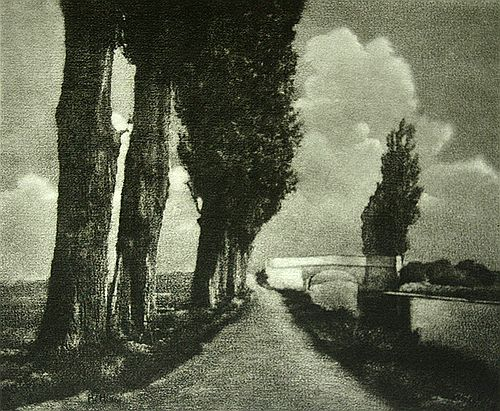
Hugo Henneberg, Am Kanal, Gummidruck, um 1900

Der Gummidruck, auch Gummibichromatverfahren, ist ein sogenanntes Edeldruckverfahren.

## Geschichte
Die Anwendung der Gummidruckverfahren fand ihren Höhepunkt insbesondere in der Kunstfotografie zur Wende zum 20. Jahrhundert. Als Erfinder des Verfahrens gelten sowohl der Franzose Louis-Alphonse Poitevin für das Jahr 1855 als auch der Engländer John Pouncy  (1818–1894). Pouncy ließ sich das Verfahren 1858 patentieren.
Als künstlerisch besonders wertvoll gelten die um 1900 entstandenen Gummidrucke der französischen Fotografen Robert Demachy und Constant Puyo sowie diejenigen der Gebrüder Hofmeister und der Gruppe des Wiener Kleeblatts (Heinrich Kühn, Hans Watzek und Hugo Henneberg) aus dem deutschsprachigen Raum.
Grundsätzlich ist zwischen einfachem und mehrschichtigem beziehungsweise kombiniertem Gummidruck zu unterscheiden. Während erstgenannter aus nur einer Druckschicht besteht und nur wenige Tonabstufungen wiedergibt, können durch den mehrfachen Gummidruck mehrere Schichten übereinander kopiert werden, was ein breiteres Spektrum an Tonwerten ermöglicht. Eine Weiterentwicklung des mehrschichtigen Gummidrucks ist das Dreifarben-Verfahren nach Hans Watzek.

## Technik des Gummidrucks
Obwohl Kalium- oder Ammoniumdichromat im Reinzustand lichtunempfindlich sind, werden sie in Verbindung mit Kolloiden für fotochemische Reaktionen sensibilisiert. Kolloide sind leimartige Stoffe wie Gummi arabicum, Fischleim oder Gelatine. Lichteinstrahlung bewirkt bei den Chromaten eine momentane Reaktionsbereitschaft mit den Kolloiden, die daraufhin je nach Lichteinwirkung gegerbt werden, beziehungsweise verhärten und somit ihre Wasserlöslichkeit verlieren. Das Gummidruckverfahren nutzt diese Eigenschaft. Es wird eine Emulsion aus Chromatsalzen, Gummiarabikum und Farbpigmenten vorbereitet, die als dünne Schicht auf ein Papier aufgetragen wird. Das so beschichtete Papier wird durch ein Negativ, Farbauszug-Negativ, im Kontaktverfahren belichtet, worauf die belichteten Stellen gerben und wasserunlöslich werden. Die Gummischicht wird anschließend ausgewaschen. Dabei bleiben die durch das Licht gehärteten Stellen. Die Farbpigmente sind in den belichteten Stellen gebunden, sodass ein Bild zum Vorschein kommt.

### Vorgehensweise
Beim Gummidruck wird im Kontaktverfahren das Negativ auf das lichtempfindliche Papier gebracht und belichtet, deshalb sollte zuerst ein Negativ ausgewählt werden, das dann je nach Belieben vergrößert werden kann. Durch das Kontaktverfahren entspricht das fertige Bild der Größe des Negativs. Bis es zur Belichtung kommt, müssen folgende Schritte beachtet werden:

### Die Auswahl des Papiers
Das Papier dient als Trägermaterial für die lichtempfindliche Gummiemulsion und sollte aus diesem Grund nicht zu glatt sein, da sonst die Schicht abrutschen könnte. Da es Wasserbädern ausgesetzt wird, eignen sich starkes Aquarell- oder Büttenpapier besonders gut dafür. Bevor das Papier verwendet werden kann, sollte es geschrumpft werden, damit sich die Passgenauigkeit bei mehrfachen Drucken nicht verändert. Zum Schrumpfen wird das Papier in ein 50 bis 60 Grad Celsius heißes Wasserbad gelegt und nach etwa 15 bis 30 Minuten herausgenommen und getrocknet. Die gefärbte Gummiemulsion darf nicht in die Papierfasern eindringen, weshalb ein gut geleimtes Papier verwendet werden sollte. Wenn mehrfaches Drucken geplant ist, ist die Leimung meist nicht ausreichend, sodass eine Nachleimung nötig ist. Dazu wird 25 g Gelatine in 500 ml Wasser gelöst und gleichmäßig mit einem Borstenpinsel auf das Papier aufgetragen und anschließend getrocknet. Die Wahl des Papiers bestimmt entscheidend die Körnung und den Charakter des Bildes. Um besondere künstlerische Effekte zu erreichen, wurden bewusst Aquarell- oder teure Büttenpapiere verwendet.

### Die Farbe
Die Farbe wird später der Chromgummiemulsion hinzu gemischt, sollte wasserlöslich und nicht ölhaltig sein. Theodor Hofmeister, ein bedeutender deutscher Kunstfotograf, verweist unter anderem auf Tempera- und Aquarellfarben und schreibt weiter: „Jeder Künstler strebt danach, dass seine Bilder auch bezüglich der Farbwirkung unveränderlich bleiben und nach Jahrhunderten noch dasselbe Gesicht zeigen wie zur Zeit der Vollendung des Bildes. Das gerade bewundern wir noch heute an den Bildern der alten Meister.“ Unter den fotografischen Verfahren kann besonders der Gummidruck diesen Ansprüchen gerecht werden. Die Farbpigmente sind nach der Belichtung fest in der verhärteten Schicht gebunden, blättern nicht ab und erhalten – je nach Lichtbeständigkeit der Farbe – sehr lange ihre Leuchtkraft. Außerdem kann das Hinzukommen der Farbe als eine grundlegende Veränderung in der Fotografie angesehen werden. In den 1850er Jahren sowie um die Jahrhundertwende waren die Fotografien noch schwarz-weiß, der einfache Gummidruck jedoch brachte monochrome Bilder hervor, wobei besonders Brauntöne bevorzugt wurden. Der mehrfache Druck ermöglicht es verschiedene Farben zu kombinieren. Um eine besondere Stimmung zu erzeugen, wurden meist Farbstilisierungen angestrebt – die absolut naturalistische Wiedergabe ist bei diesem Verfahren nicht möglich.

### Die Chromgummiemulsion
Die lichtempfindliche Beschichtung besteht aus einer wässrigen Lösung von Gummiarabikum, Kalium- beziehungsweise Ammoniumdichromat und einem Zusatz an Farbe. Sie wird mit dem Pinsel bei gedämpftem Lampenlicht aufgetragen. Lichteinwirkung bewirkt daraufhin bei den Chromaten eine momentane Reaktionsbereitschaft mit den Kolloiden, die je nach Lichteinwirkung gegerbt werden, beziehungsweise verhärten und somit ihre Wasserlöslichkeit verlieren. Mit Ammoniumdichromat kann eine 30%ige Lösung hergestellt werden. Diese ist lichtempfindlicher als die höchstens 10%ige Kaliumdichromatlösung, wobei letztere häufiger verwendet wird. Zur Gummilösung wird Gummiarabikum in Wasser gelöst, – dies kann mehrere Stunden dauern – meist wird eine 40%ige Lösung verwendet. Der Gummidruck ist kein Silberhalogenid-Verfahren. In der Praxis kann auf unterschiedliche Weise die Chromatlösung mit dem gelösten Gummi und Farbe vermischt werden. Wichtig ist letztendlich, dass die lichtempfindliche Schicht möglichst gleichmäßig und nicht zu dick aufgetragen wird. „Bis zum Jahre 1897 wurde das Papier für den Gummidruck derart präpariert, dass eine 40-prozentige Gummilösung mit einem Pigment und einer 10-prozentigen Lösung von Kaliumbichromat gemischt wird und dünn auf das Papier aufgetragen wird.“ Als das neuere Verfahren wird die von James Packham entwickelte Methode bezeichnet, „wonach zuerst das Papier mit dem Chromat getränkt und dann mit der Gummifarbe gestrichen wird. Das Chromat wirkt durch seine wasserabstoßende Kraft wie eine verdoppelte Leimung des Papieres, so dass die Gummifarbe nicht so stark in die Papierfaser eindringt.“ Schließlich ist noch darauf hinzuweisen, dass der Chromatanteil die Härte des Bildes bestimmt, so dass weichere Bilder durch einen hohen Chromatanteil und härtere Bilder durch einen niedrigeren Chromatanteil entstehen. Wenn die Gummiarabikumlösung mit der Kaliumdichromatlösung im Verhältnis 1:1 gemischt wird, spricht man von Kraftdruck. Der Mitteltondruck wird durch das Verhältnis 1:2 erzielt, der Lichterdruck schließlich durch das Verhältnis 1:3. Der Lichterdruck „soll alles lasierend bedecken und nur an den höchsten Lichtern das Papier ganz frei lassen.“ Da pro Druckverfahren nur ein Tonwert kopiert werden kann, werden meistens verschiedene Drucke kombiniert, um das gewünschte Ergebnis zu erzielen.

### Die Belichtung
Wenn das Papier mit der Emulsion beschichtet und getrocknet wurde, ist es lichtempfindlich und kann direkt unter einem Negativ im Kontaktverfahren belichtet werden. In der richtigen Belichtungszeit liegt der Hauptschwerpunkt des Verfahrens, wobei verschiedene Faktoren eine Rolle spielen: wie Sensibilität und Dicke des Aufstrichs, Dichte des Negativs, Verwendung der Farbe, Belichtung mit künstlichem Licht sowie mit Sonnenlicht im Winter oder im Sommer. Die Belichtungszeit spielt sich in einer Größenordnung von ungefähr zehn Minuten ab und ist im Grunde umso kürzer je dünner die Schicht ist und je weniger Farbe und Gummi verwendet werden. Durch einen dicken Aufstrich und eine kurze Belichtung kann ein grobes Korn erzeugt werden, umgekehrt kann ein feinkörniges Bild durch eine dünne Schicht und eine lange Belichtung entstehen. Außerdem ist die Farbwahl entscheidend. „Erfahrungsgemäß brauchen grüne und blaue Farbtöne kürzere – etwa ein Drittel – Kopierzeit, wie schwarze und gelbe oder gar braune, die am längsten kopieren müssen.“ Damit das Bild nicht über- oder unterbelichtet wird, muss die exakte Belichtungszeit getroffen werden. Als Hilfe dient hierzu oftmals ein Photometer. Um eine besondere Unschärfe zu erreichen, kann das Papier auch von der Rückseite belichtet werden, wie es Theodor Hofmeister zeigt.

### Die Entwicklung
Nachdem die Vorlage unter einen Negativ belichtet wurde, sind die belichteten Partien verhärtet und wasserunlöslich geworden. Um ein fertiges Bild zu erhalten, muss die unbelichtete und somit wasserlösliche Schicht heraus gewaschen werden. „Man legt den belichteten Bogen, Schicht nach unten, in kaltes […] Wasser, gießt nach etwa 10 Minuten“ das verfärbte Wasser ab. Ziel des Bades ist es die Farbe der unbelichteten Stellen sowie die in der Schicht enthaltenen lichtempfindlichen Chromate vom Träger zu trennen. Danach wird neues Wasser nachgefüllt, und man lässt den Bogen „ungestört entwickeln, indem man zeitweilig nachsieht. Nach 40 Minuten ist das Bild fertig.“ Während der Entwicklung im Wasserbad kann auf unterschiedlichste Weise auf das entstehende Bild eingewirkt werden. Um eine grobe Körnung zu erhalten, kann dem Wasser unter anderem Sägemehl hinzugegeben werden. Außerdem kann mit einem Wasserstrahl eine sogenannte forcierte Entwicklung angewendet werden. Es wird durch den Strahl gezielt mehr Farbe entfernt, sodass zum Beispiel die Lichter hervorgehoben werden können. Der Gummidruck ist fertig, nachdem das Bild getrocknet ist. Beim kombinierten Gummidruck wird nun erneut ein Druck durchgeführt.
Festzuhalten ist, dass der Gummidruck im Grunde ein einfaches Verfahren ist, jedoch für ein gutes Resultat sehr viel Können voraussetzt.

## Die Vorteile des Verfahrens
Im Vergleich zu anderen fotografischen Verfahren kann der Gummidruck und die dazugehörige Bearbeitung bei gedämpftem oder gar vollem Tageslicht ausgeführt werden, da die chemische Reaktion der Bichromate auf die Kolloide im feuchten Zustand sehr langsam vonstattengeht. Außerdem werden die Chromate vollständig ausgewaschen, sodass das fertige Bild eine unbegrenzte Haltbarkeit aufweist und nicht nachdunkelt. Ein weiterer Grund für die Haltbarkeit liegt darin, dass die Farbe und somit das Bild „durch eine unlösliche Substanz direkt auf der Papieroberfläche befestigt ist.“ Anders ist dies beim Pigmentdruck, bei dem das Bild auf eine andere Oberfläche übertragen wird und es deshalb möglich ist, dass die Farbe im Laufe der Zeit abblättert. Die Möglichkeit, einen fertigen Abdruck neu zu präparieren und neu zu kopieren, um ein verbessertes Ergebnis zu erreichen, sind wesentliche Vorteile des Gummidrucks. Es können Körnung verändert und Farben kombiniert werden. Beispielsweise ist das Einkopieren von Wolken in eine Landschaft in zwei Arbeitsgängen ein beliebtes Vorgehen beim Kombinationsdruck. Im Grunde bietet jeder Arbeitsschritt – von der Wahl des Papieres bis zur Belichtung – eine Möglichkeit, in das entstehende Bild einzugreifen. Letztendlich ist das der entscheidende Vorzug des Gummidrucks, weshalb die Verwendung besonders im künstlerischen Einsatzgebiet lag und liegt.

## Die Bedeutung des Gummidrucks für die Kunstfotografie-Bewegung um 1900
Für die Piktorialisten stellte die Fotografie eine Form des Kunstschaffens dar, wobei mit eigenständigen fotografischen Mitteln gearbeitet wurde. Die technische Perfektion dieser Mittel war zum Beispiel für Heinrich Kühn, einem bedeutenden Piktorialisten, ein Lebensziel. Um „die denkbar größte Freiheit der Bildgestaltung“ zu erreichen, verbesserten sie Kamera, Aufnahmematerial und Kopierverfahren. Das wichtigste Kopierverfahren dieser Bewegung war der Gummidruck, da besonders diese Technik es ermöglicht, in die Entstehung des Bildes einzugreifen. Diese Freiheit schlägt sich beispielsweise in der Verwendung der Farbe nieder, die den Fotografen „unabhängig von den braunen und blauen Tönen der Silber-, Eisen-, und Platinprozesse“ macht. Die Fotografie, die im Kunstdiskurs oft als rein technisches/mechanisches Medium angesehen wurde, bekam mit dem Gummidruck einen anderen Status. Das Negativ lieferte zwar eine mechanische Kamera, doch war das fertige Bild immer ein Unikat. Entscheidend für das entstehende Bild ist beim Gummidruck der Künstler und sein Handeln – dass beispielsweise schon bei der Wahl des Papiers der Charakter des fertigen Bildes beeinflusst wird. Außerdem wurden relativ große Gummidrucke angefertigt, die allein durch ihr Format mit Gemälden verglichen wurden. Gerade diesen Vergleich strebten die Kunstfotografen an. Der Redakteur des photographischen Wochenblattes schrieb 1906, dass „es [...] merkwürdig [sei], wie man mit diesem Verfahren den Charakter verschiedener Kunsttechniken wiedergeben kann, z. B. den des Pastells, des Aquarells oder des Ölbildes, und wie jeder Ausübende seinen besonderen Charakter darin zum Ausdruck bringt. Die Bilder von Henneberg haben z. B. den Charakter eines Aquarells, die von Watzek den eines Ölbildes.“

## Die Geschichte des Gummidrucks
Im Jahre 1852 stellte Henry Fox Talbot fest, dass die belichtete Emulsion von Kaliumdichromat und Gelatine ihre Wasserlöslichkeit und Quellfähigkeit verlor. Louis-Alphonse Poitevin entwickelte daraus 1855 den Pigment- und den Gummidruck. Jedoch waren die Bilder seitenverkehrt und Halbtöne konnten nicht zur Darstellung gebracht werden. Abbé Laborde und J.C. Burnett behoben dieses Problem wenig später. John Pouncy ließ schließlich das Verfahren 1858 in England patentieren und stellte seine Ergebnisse öffentlich aus. Danach wurde das Verfahren teilweise für das Kopieren von Landschafts-, Porträt- und Architekturbildern verwendet, jedoch geriet der Gummidruck bald wieder in Vergessenheit. Erst in den 1890er Jahren wurde er wieder angewandt. „Der englische Photograph und Mitbegründer des Linked Ring, Alfred Maskell, hatte das Verfahren 1893 erneut aufgegriffen und Robert Demachy vom Photo-Club de Paris angeregt mit Gummidrucken zu experimentieren.“ Andere Quellen stellen den Franzosen A. Rouillé Ladevèze in den Vordergrund, der 1894 Gummidrucke im Salon de Paris ausgestellt hatte, was Demachy dazu anregte, ein Jahr später seine ersten Resultate im Photo-Club de Paris zu präsentieren. Ein Zeitzeuge, Johannes Gaedicke, Redakteur des photographischen Wochenblattes, scheint die Angaben zu verbinden: „Der englische Kunstphotograph Alfred Maskell stellte in London im Jahre 1893 Gummidrucke aus. Der erste, der ein Verfahren zur Herstellung von Pigmentbildern ohne Übertragung unter Benutzung von Gummi als Bindemittel veröffentlichte, war Rouillé-Ladevèze, der in seiner Broschüre: Sepia-Photo et Sanguine-Photo (Paris 1894, Gauthier-Villars et fils) das Verfahren so angab, wie es meist noch heute angewendet wird.“ Jedenfalls begann mit dem piktorialistischen Fotografen die Erfolgsgeschichte des Gummidrucks. Die Wiederentdeckung des Gummidrucks und dessen verbreitete Anwendung um die Jahrhundertwende kann mit einem besonderen Interesse an der dekorativen Wirkung der Bildkünste, wie sie damals der Jugendstil und die verschiedenen Sezessionsbewegungen vertraten, in Verbindung gebracht werden. Gleichzeitig konnten sich die Amateure mit ihren Gummidrucken leichter von den Berufsfotografen abheben, die das aufwendige Verfahren mieden. Nach Paris erregten „im Londoner und Brüsseler Salon 1895 […] einige Gummidrucke von Demachy […] Aufmerksamkeit wegen ihrer künstlerischen Behandlung. Ende 1895 waren in der Ausstellung des Wiener Camera-Klubs fünf Gummidrucke von Demachy“ zu sehen. 

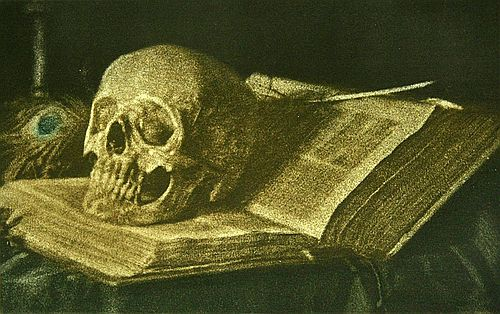
Hans Watzek, Stillleben, Dreifarben-Gummidruck, um 1898

 Im deutschsprachigen Raum verbreitete sich der Gummidruck von Wien ausgehend. „Während Theodor und Oscar Hofmeister 1896 nur Kohle- und Pigmentdrucke zeigten, stellten sie 1897 ausschließlich Gummidrucke aus. Sie waren fasziniert von diesem Edeldruckverfahren, das Heinrich Kühn 1896 erstmals in Hamburg präsentiert hatte.“ (Das von Kühn ausgestellte Bild trägt den Titel „Dämmerung“.) Hans Watzek entwickelte im Winter 1896 den Dreifarben-Gummidruck, um ihn am Neujahrstag 1897 präsentieren zu können. Im selben Jahr wurden Kühns erste Versuche in Farbe in Hamburg gezeigt, wo sie wiederum von den Brüdern Theodor und Oskar Hofmeister sofort aufgriffen wurden, 1898 folgten die Berliner Fotografen mit mehrfarbigen Bildern. Zusammen mit dem britischen Fotografen Alfred Maskell verfasste Robert Demachy eine Beschreibung des Verfahrens, welche 1897 in englischer Sprache und 1898 unter dem Titel Le Procédé à la gomme bichromatée ou photo aquatinte wurde es in französischer Sprache publiziert wurde. Daraufhin wurde beispielsweise der amerikanische Fotograf Alfred Stieglitz auf das Gummidruck-Verfahren aufmerksam. Mit der Kunstfotografie Bewegung fand die Fotografie ihren Platz im musealen Raum, so waren 1902 bei der Jahresausstellung der Wiener Secession ausschließlich Gummidrucke gezeigt. Die Möglichkeiten in den Prozess einzugreifen und so als Künstler aktiv ein Bild zu gestalten, stellen die Vorteile des Gummidrucks dar. Nach Theodor Hofmeister gibt es im Gummidruck keinen Zufall, da alles in der Hand es Künstlers liege. Natürlich war diese Meinung umstritten und der Gummidruck wurde auch besonders wegen seiner Unschärfe stark kritisiert. Spätestens mit dem Neuen Sehen der 1920er hatte der Gummidruck nur noch wenig Bedeutung. In den USA war das Verfahren bis in die 1940/50er Jahre noch am meisten anzutreffen. In den letzten Jahren erlebt der Gummidruck als Gegenbewegung zur digitalen Fotografie eine Renaissance. Die Blütezeit des Gummidrucks war jedoch um die Jahrhundertwende.

## Gefahrenhinweis
Ammoniumdichromat und Kaliumdichromat sind krebserzeugend, mutagen und reproduktionstoxisch.